# Марквонд (Мисури)
Марквонд (енгл. Marquand) град је у америчкој савезној држави Мисури.

## Демографија
По попису из 2010. године број становника је 203, што је 48 (-19,1%) становника мање него 2000. године.
| Група             | 2000.       | 2010.       |
| Белци             | 242 (96,4%) | 202 (99,5%) |
| Афроамериканци    | 0 (0,0%)    | 0 (0,0%)    |
| Азијати           | 1 (0,4%)    | 0 (0,0%)    |
| Хиспаноамериканци | 3 (1,2%)    | 1 (0,5%)    |
| Укупно            | 251         | 203         |